# Regimentul 17 Infanterie (1918-1920)
Regimentul 17 Infanterie a fost o mare unitate de artilerie, de nivel tactic, din Armata României, care a participat la acțiunile militare postbelice, din perioada 1918-1920, fiind formată din Brigada 1 Infanterie,  Batalionul 1 Infanterie,  Batalionul 2 Infanterie și  Batalionul 3 Infanterie. Regimentul a făcut parte din compunerea de luptă a Diviziei 1 Infanterie, comandată de generalul Mihai Obogeanu. :p. 326

## Compunerea de luptă
În perioada campaniei din 1919, regimentul a avut următoarea compunere de luptă::p. 333
- Brigada 1 Infanterie

- Regimentul 17 Infanterie - comandant: locotenent-colonel N. Aleman 

- Batalion 1 - comandant: maior Ștefan Marinescu 
- Batalion 2 - comandant: maior A. Strehăianu 
- Batalion 3 - comandant: maior Al. Tapu 

## Participarea la operații

### Campania anului 1919
În cadrul acțiunilor militare postbelice, Regimentul 17 Infanterie a participat la acțiunile militare în dispozitivul de luptă al Diviziei 1 Infanterie, participând la Operația ofensivă la vest de Tisa. :p. 333

## Comandanți
- Locotenent-colonel  N. Aleman